# Nina Kacirová
Nina Kacirová (hebrejsky נינה קציר‎, rodným jménem Nina Gottliebová; † 1986) byla manželka bývalého izraelského prezidenta Efrajima Kacira a bývalá první dáma Státu Izrael (1973–1978).

## Biografie
Narodila se v Polsku a profesí byla učitelkou angličtiny. Jako učitelka vyvinula jedinečnou metodu pro výuku jazyků. Dne 14. února 1938 se ve 22 letech vdala za Efrajima Kacira, se kterým měla tři děti; syna Me'ira a dcery Nurit a Irit. Obě její dcery však tragicky zahynuly. Nurit (1943–1966), která byla úspěšnou herečkou, zemřela ve 23 letech v důsledku udušení, když ve svém domě nevědomky usnula se zapnutým petrolejovým topením. Irit (1953–1995) spáchala ve 43 letech sebevraždu v důsledku depresí, se kterými se potýkala od smrti své sestry.
Jako první dáma zavedla zvyk setkávání spisovatelů dětských knížek a jejich mladých čtenářů v prezidentské rezidenci. V roce 1978 vzniklo z iniciativy prezidentského páru Jeruzalémské divadelní centrum Nurit Kacirové jako památka na zesnulou dceru. Manžel Efrajim se v prezidentských volbách v roce 1978 pro její nemoc odmítl ucházet o znovuzvolení do druhého funkčního období.
Zemřela v roce 1986 na rakovinu a je pochována na hlavních hřbitově v Rechovotu.